# Сингапурский фестиваль писателей
Сингапурский фестиваль писателей (англ. Singapore Writers Festival) проводится с 1986 года, первоначально раз в два года, теперь — ежегодно; в 2013 году прошёл уже в 16-й раз. В фестивале принимают участие как сингапурские, так и зарубежные писатели, пишущие на любом из официальных языков Сингапура: английском, малайском, китайском или тамильском.

## О фестивале

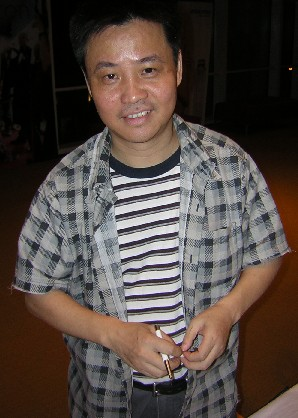
Китайский писатель Юй Хуа на Сингапурском фестивале писателей в 2005 году

Фестиваль проводится как с целью познакомить сингапурцев с достижениями ведущих писателей со всего мира, так и для того, открыть сингапурских писателей для широкой международной читательской аудитории.
В разные годы в фестивале участвовали со стороны сингапурских писателей Мейра Чанд, Элвин Пан, Сучен Кристин Лим, Ю Цзинь, Шамини Флинт, Иса Камари; из иностранцев — Стивен Левитт, Майкл Шейбон, Нил Гейман, Би Фэйюй, Эндрю Моушен, Гао Синцзянь и многие другие.
Центром фестивальных событий становится лужайка возле Сингапурского университета управления, — на ней разбиваются палатки, в которых проходят основные события фестиваля. Также различные мероприятия проводятся в расположенных поблизости объектах культуры, в том числе Доме искусств, Национальном музее, Художественном музее и Национальной библиотеке.